# Koerich
Koerich (luxemburgisch Käerchⓘ) ist eine Gemeinde im Großherzogtum Luxemburg und gehört zum Kanton Capellen.

## Zusammensetzung der Gemeinde
Die Gemeinde besteht aus den Ortschaften:
| deutscher Name | luxemburgischer Name | französischer Name |
| -------------- | -------------------- | ------------------ |
| Göblingen      | Giewel               | Goeblange          |
| Götzingen      | Gëtzen               | Goetzingen         |
| Koerich        | Käerch               | Koerich            |
| Windhof        | Wandhaff             | Windhof            |

Sie gehört folgenden Gemeindeverbänden an: HIS, SES, SICA, SICEC, SIDERO, SIDOR, SYVICOL, ZARO.

## Geschichte
In der Umgebung von Göblingen wurden keltische Gräber sowie die römische Villa Rustica von Goeblingen-„Miecher“ entdeckt. Zahlreiche Funde aus dieser Epoche, die im „Hiemerbôsch“ und „Miecher“ nahe Göblingen gefunden wurden, sind im Staatsmuseum ausgestellt. Zum ersten Mal wurde Koerich im Jahre 979 schriftlich erwähnt.
Das Fockeschlass lag einst in Koerich an der Kreuzung der Rue de Windhof und der Rue de Fockeschlass. Es ist heute völlig verschwunden, figuriert aber noch auf dem ersten Katasterplan, der von Joseph Johann von Ferraris 1771 erstellt worden war.
Die Ruinen des Grafenschlosses (Gréiweschlass) hingegen thronen immer noch mitten im Ort und lassen mit den verbliebenen Resten die einstige Größe erahnen. Es bestand schon vor dem 12. Jahrhundert und wurde im 14. und 16. Jahrhundert umgebaut. Heute in öffentlichem Besitz, wurde es 1938 unter Denkmalschutz gestellt.

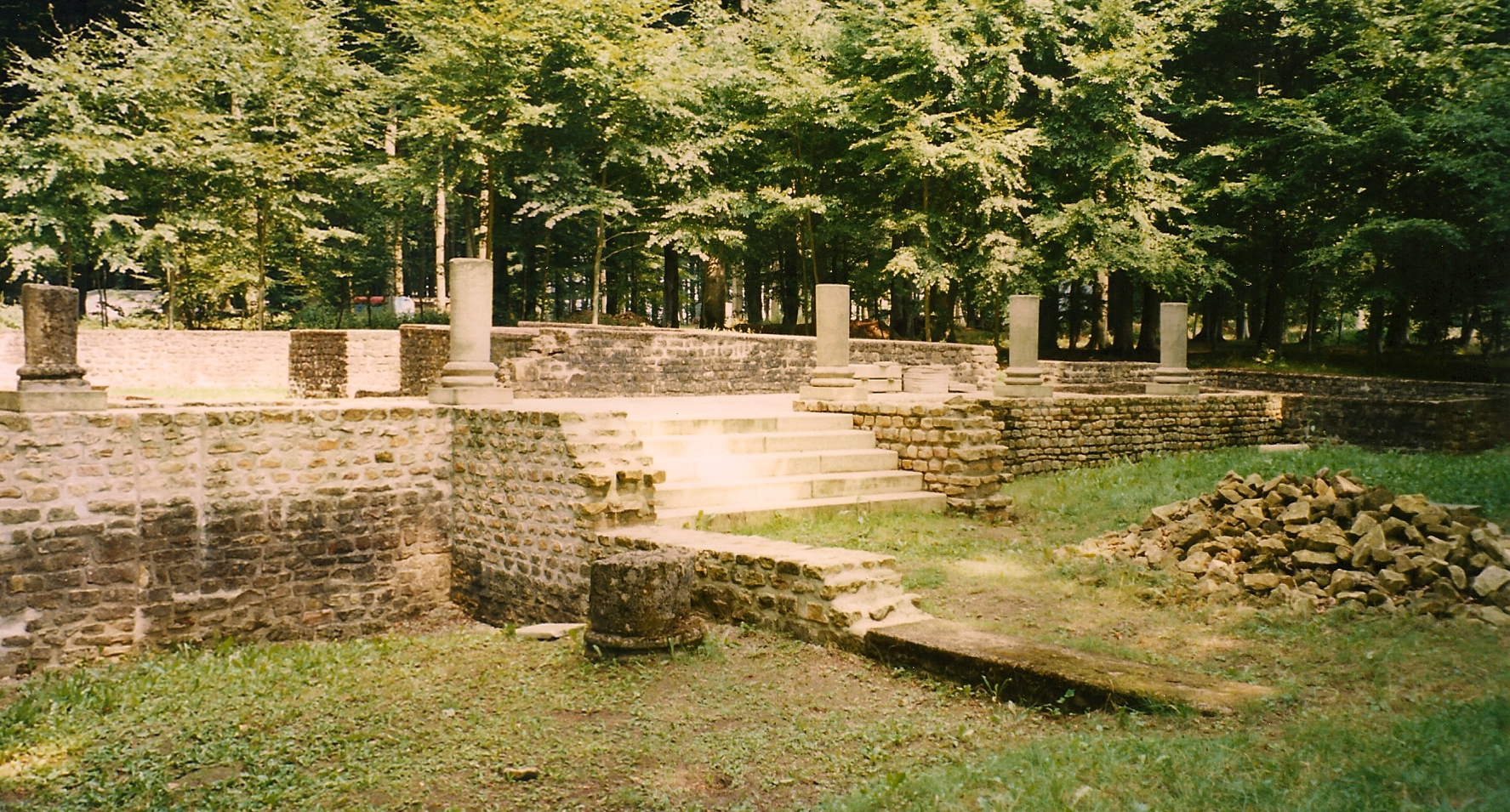
Römische Villa, Goeblange

## Bekannte Personen
- Arsène Mersch (1913–1980), Radrennfahrer
- Jean Greisch (* 1942), Philosoph